# Laura Russo
Laura Russo (Buenos Aires, 1 de noviembre de 1981) es una política argentina del Partido Justicialista, que se desempeñó como diputada nacional por la provincia de Buenos Aires desde 2017 hasta 2021.

## Biografía

### Primeros años y familia
Nació 1981 en la ciudad de Buenos Aires y pasó su infancia en el barrio de Villa Urquiza. Su padre es argentino, mientras que su madre es japonesa. Terminó el secundario en Belgrano y estudió relaciones públicas en la Universidad Argentina de la Empresa.
Estuvo casada con Ariel Sujarchuk, intendente del partido de Escobar, hasta 2019. Sujarchuk y Russo tienen dos hijos.

### Carrera política
Desde 2011 es secretaria de Cultura y Género del Partido Justicialista de Escobar. Entre 2015 y 2017 se desempeñó como concejala del partido de Escobar.
En las elecciones legislativas de 2017, fue candidata a diputada nacional por la provincia de Buenos Aires, en el 13.° lugar de la lista de Unidad Ciudadana. La lista de Unidad Ciudadana recibió el 36,28% de los votos y Russo superó el corte del sistema D'Hondt para ser elegida.
Como diputada nacional, forma parte de las comisiones de Familia, Infancia y Juventudes (de la que fue nombrada vicepresidenta); de Asuntos Municipales; de Comercio; de Derechos del Consumidor y Competencia; de Peticiones, Poderes y Reglamentos; de Relaciones Exteriores y Culto; y de Turismo. Fue partidaria del proyecto de ley de Interrupción Voluntaria del Embarazo de 2020, que legalizó el aborto en Argentina.
En 2021, fue nombrada presidenta de la comisión parlamentaria de amistad con Estados Unidos, y en junio de 2021 acompañó al presidente de la Cámara de Diputados, Sergio Massa, en un viaje diplomático a Washington D. C. para reunirse con miembros del Congreso de los Estados Unidos.